# Carl von Lorck
Carl Emil Ludwig von Lorck (né le 29 août 1892 à Schleswig et mort le 6 juin 1975 à Munich) est un avocat allemand qui s'impose comme historien de l'art et écrivain.

## Biographie
Après des études de droit et un doctorat, Carl von Lorck devient avocat au tribunal d'État supérieur de Königsberg. Après 1945, Lorck est, entre autres, président du Sénat au tribunal d'État supérieur du Schleswig, plus tard président du Sénat à l'Office allemand des brevets et (à partir de 1955) juge à la Cour suprême de restitution (de) d'Herford. Il prend sa retraite le 31 août 1959,. Il passe ses dernières années à Munich.
Lorck se fait connaître dans la recherche en histoire de l'art grâce à la redécouverte de peintures importantes de Caspar David Friedrich. Lors d'une inspection des logements des réfugiés de guerre dans le Mecklembourg, il identifie plusieurs portraits du grand romantique dans la salle à manger du château de Basedow (de). Il s'agit des tableaux Récif rocheux sur la plage de la mer, Pêcheur sur la plage de la mer Baltique, Vue du soleil dans les Monts des Géants, Maison solitaire dans la forêt de pins et Sommets de haute montagne avec nuages à la dérive. L'épouse du seigneur du château Friedrich von Hahn (de), Ida Hahn-Hahn, acquit les tableaux du peintre entre 1826 et 1829. Lorck a étudié l'histoire de l'art avec Caspar David Friedrich et a déjà publié un livre illustré en 1939.
Après avoir étudié l'histoire de l'art en Allemagne et à l'étranger, von Lorck écrit de nombreux traités d'histoire de l'art. Son travail sur les manoirs de Prusse-Orientale, qu'il a pu inspecter lui-même avant les destructions de la Seconde Guerre mondiale et de l'après-guerre, revêt une importance particulière,. Il est membre de la Commission historique pour la recherche d'État de Prusse-Orientale et Occidentale depuis 1962.
D'après un manuscrit de son épouse Anni geb. Freiin von Schrötter (1890-1963), il publie les recueils absurdes Der Carol (1964) und Der neue Carol (1968) sous le pseudonyme de Klaus Klootboom-Klootweitschen,. Le modèle réel du personnage principal éponyme, Carol Graf Sassenburg, est le comte non conventionnel Carol Meinhard von Lehndorff (1870-1936), oncle de sa femme et avant-dernier Lehndorff au château de Steinort (de).

## Publications
- Herrenhäuser Ostpreußens. Bauart und Kulturgehalt. Gräfe und Unzer, Königsberg, 1933 (Die Deutschen Herrenhäuser, Vol. 1).
- Groß Steinort. Der Bauvorgang eines Barockschlosses im deutschen Osten. Pillkallen, 1937.
- Neue Forschungen über die Landschlösser und Gutshäuser in Ost- und Westpreußen. Weidlich, Francfort-sur-le-Main, 1969 (Schriften des Norddeutschen Kulturwerks)
- Kastelle, Paläste und Villen in Italien. Weidlich, Francfort-sur-le-Main, 1961
- Burgen, Schlösser und Gärten in Frankreich. Weidlich, Francfort-sur-le-Main, 1962
- Dome, Kirchen und Klöster in Ost- und Westpreußen. Weidlich, Francfort-sur-le-Main, 1963
- Klaus Klootboom-Klootweitschen, Der Carol. Ein halbes Schock schockierender Schwänke aus dem Leben des ostpreußischen Grafen Carol Sassenburg, gesammelt aus dem Munde der Kinderfrauen, Großmütter, Bauern, Kutscher, Förster, Garnführer, Kellner und Wirtinnen. Gräfe und Unzer, Munich, 1964.
- Klaus Klootboom-Klootweitschen: Der neue Carol. Ein neues Halbschock unbekannter Schwänke aus dem Leben des ostpreußischen Grafen Carol Sassenburg. Gesammelt aus dem Munde der Großmütter, Bauern, Kutscher, Förster, Gestütswärter, Karawanenführer, China-Kulis, Kellner und Wirtinnen. Weidlich, Francfort-sur-le-Main, 1968.
- Europa privat. Weidlich, Francfort-sur-le-Main, 1967

### En tant qu'éditeur
- Die Schröttersche Chronik aus Wohnsdorf. direction de Carl von Lorck unter Mitwirkung von Johann Georg von Rappard. Limburg/Lahn, 1969.